# Сугляни
Сугляни (на гръцки: Σουγλιάνι) е малка планина на Халкидическия полуостров, Гърция.

## Описание
Сугляни е разположена в североизточната част на Халкидическия полуостров. Представлява кръгла ниска планина, граничеща на север с Рендинската река и отделена на юг от реките Мавролакос и Докос от планината Пиявица (Стратонико).
На картата на Кондогонис (1914) върхът е отбелезан като Сувляни (Σουβλίανι), а на Гръцката военна географска служба от 1927, 1936, 1947 година планината е посочена като Сугляни (Σουγλιάνι).
Скалите са гнайсови и амфиболити. Рендинската река е включена в мрежата на защитените зони Натура 2000.
Изкачването може да стане за около 2 часа от Ано Ставрос (90 m).
| Име            | Име            | Височина | Местоположение                |
| -------------- | -------------- | -------- | ----------------------------- |
| Сугляни        | Σουγλιάνι      | 867 m    | Ю от Ано Ставрос, И от Моди   |
| Кизонерия      | Κιζονέρια      | 700 m    |                               |
| Коляни         | Κόλιανη        | 709 m    | И от Моди                     |
| Дристес        | Δρίστες, Πόρος | 774 m    | Ю от Ано Ставрос, И от Моди   |
| Праматевтадес  | Πραματευτάδες  | 609 m    | Ю от Ано Ставрос              |
| Профитис Илияс | Προφήτης Ηλίας | 665 m    | ЮИ от Ано Ставрос             |
| Суглянуди      | Σουγλιανούδι   | 746 m    | ЮЗ от Ано Ставрос, СИ от Моди |
| Горница        |                |          | СЗ от Каливия Варварас        |